# آرثر-جوزيف لابوينت
آرثر-جوزيف لابوينت هو عسكري وسياسي كندي، ولد في 13 فبراير 1895 في Saint-Ulric ‏ في كندا، وتوفي في 5 يناير 1960. نشط حزبياً في الحزب الليبرالي الكندي. وقد انتخب عضو مجلس العموم الكندي.